# Augustin Podolák
Bp dr Augustin Podolák (ur. 24 czerwca 1912 roku w Czeskich Budziejowicach, zm. 7 stycznia 1991 roku w Czeskiej Lipie) – biskup (zwierzchnik) Kościoła Starokatolickiego w Republice Czeskiej w latach 1950-1991.

## Życiorys
Augustin Podolák urodził się jako rzymski katolik w 1912 roku w Budziejowicach. W 1930 roku wstąpił do nowicjatu dominikanów w Ołomońcu i tam zaczął studiować filozofię, teologię i prawo kanoniczne. Następnie uzyskał doktorat z filozofii w Papieskim Instytucie Studiów Międzynarodowych w Rzymie. 29 czerwca 1938 roku został wyświęcony na księdza rzymskokatolickiego i pracował jako profesor filozofii i teologii w Ołomuńcu. Na początku II wojny światowej (1939) został profesorem filozofii i teologii na Wydziale Filozofii Uniwersytetu Packiego w Ołomuńcu. Po zamknięciu studiów przebywał z rodziną w praskiej kolonii robotniczej w Hloubětínie. Po wojnie na krótko został przewodniczącym Krajowego Komitetu Rewolucyjnego i po konflikcie z komunistami pracował jako robotnik w lokomotywowni w Libeň. W 1947 roku został duchownym Kościoła Starokatolickiego w Czechach i przyjął stanowisko kapelana w kaplicy Marii Magdaleny w Pradze, pracował również w parafiach w Vansdorfie i Jabłońcu nad Nysą.
W 1950 roku objął urząd administratora Kościoła i przeniósł się do Varnsdorfu (ówczesna stolica Kościoła). W 1956 roku w wyniku represji Państwa wobec Kościołów i Związków Wyznaniowych, został pozbawiony zgody na świadczenie pracy duchownego i musiał opuścić swoją parafię. Na przełomie 1956 i 1957 roku został na krótko aresztowany, a następnie po uwolnieniu pracował fizycznie w Rumburku. Potem zaczął tracić słuch w wyniku kolejnych licznych przesłuchań i wcześniejszego więzienia. Na wiosnę 1968 roku, dzięki odprężeniu politycznemu (Praska wiosna Kościół Starokatolicki w Czechosłowacji mógł przywrócić swoją normalną działalność. Po wielu latach Ministerstwo Kultury wyraziło zgodę na Synod Krajowy, który wybrał na biskupa Augustina Podoláka. 15 grudnia 1968 roku duchowny został wyświęcony na biskupa przez biskupów starokatolickich Unii Utrechckiej. Po latach odwilży, od 1971 roku Kościół i jego biskup kolejny raz przechodził prześladowania, a jego działalność w wyniku zaostrzenia kursu politycznego została zakazana. Starokatolicy choć bezprawnie, działali w podziemiu tworząc pozory normalnej pracy duszpasterskiej. W czerwcu 1971 roku w Varnsdorfie biskup potajemnie wyświęcił czterech kleryków na księży (w tym swojego późniejszego następcę Dusana Hejbala) oraz jednego alumna na diakona. Listy pasterskie Podoláka oraz publikacje Kościoła pojawiały się jako dokumenty "drugiego obiegu". Od 29 kwietnia 1990 roku Kościół Starokatolicki w Republice Czeskiej ponownie odzyskał legalność działania. Biskup Podolák zmarł 7 stycznia 1991 roku w szpitalu w Czeskiej Lipie, pochowany jest w Zwickau.